# 윌리엄 체스터 마이너
윌리엄 체스터 마이너(영어: William Chester Minor, 1834년 6월 22일 ~ 1920년 3월 26일)는 미국의 군의관, 정신병원 환자, 사전 연구자였다. 미국 남북 전쟁 중 북군에 복무한 후 영국으로 이주했다. 편집증적 망상으로 그는 1872년부터 1910년까지 자신의 방에 침입한 것으로 상상했던 남성을 쏜 후 런던 정신병원에 입소했다.
수감된 동안 마이너는 옥스포드 영어사전에 중요한 공헌자가 되었다. 그는 사전 프로젝트에서 가장 뛰어난 자원봉사자 중 한 사람이었으며, 자신의 대규모 도서 라이브러리를 읽고 특정 단어가 사용된 방식을 설명하는 인용문을 수집했다. 마이너의 대우에 대한 항의에 대응하여 1910년 당시 내무장관으로 일했던 윈스턴 처칠은 마이너를 미국으로 추방하도록 명령했다. 그는 코네티컷에서 입원하여 치료를 받았으며 1920년에 사망했다.